# مدرسه شبانه‌روزی (مجموعه تلویزیونی)
مدرسهٔ شبانه‌روزی تالاب سیاه (به اسپانیایی: El Internado Laguna Negra) مجموعه تلویزیونی است محصول کشور اسپانیا که از سال ۲۰۰۷ تا سال ۲۰۱۰ میلادی فیلمبرداری و از شبکهٔ «آنتنا ۳» پخش شد.
داستان این مجموعه تلویزیونی دربارهٔ یک مدرسه در دل جنگل است که هکتور دلا وگا آن را مدیریت می‌کند. محور اصلی، شرارت‌های نازی در این مدرسه است و داستان جنایت های نازی هایی را تعریف می کند که بعد از جنگ جهانی دوم دست به اقداماتی از قبیل تاسیس شرکت دارویی بنام OTTOX زده اند. داستان از جایی شروع می شود که یک گروه از دانش آموزان مدرسه خیلی اتفاقی متوجه می شوند که مدرسه ای که در آن درس می خوانند، چند سال قبل یتیم خانه ای به همین نام بوده و در آن جنایات وحشتناکی از جمله آزمایش بر روی انسان ها اتفاق می افتاده است. ان ها مجبورند به تنهایی و بدون آنکه با کسی صحبت کنند سر از جنایاتی که هنوزم اتفاق می افتد درآورند. این مجموعه تلویزیونی در مادرید اسپانیا ضبط شده و ضبط آن سه سال طول کشید. ستارگان این مجموعه تلویزیونی، مارتینیو ریباس ، آنا د آرماس، یون گونسالس و بلانکا سوآرس و النا فوریاسه هستند. این مجموعه تلویزیونی بر روی شبکهٔ «آنتنا ۳» به صورت کیفیت HD و SD به نمایش درآمد.

## شخصیت‌ها

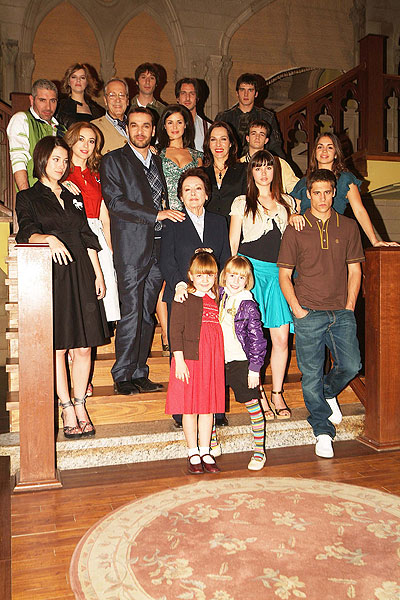
بازیگران مدرسه شبانه‌روزی

این مجموعه تلویزیونی بیشتر از ۳۶ شخصیت دارد که هر کدام به بخشی از داستان این مجموعه تلویزیونی متصل می‌شوند.
| نام شخصیت         | بازیگر            | نقش                                                                                        |
| ----------------- | ----------------- | ------------------------------------------------------------------------------------------ |
| اِکتور دلا وگا     | لوئیس مرلو        | (ساموئل اسپی) مدیر مدرسه شبانه روزی تالاب سیاه و برادر ایرنه اسپی                          |
| السا فرناندس      | ناتالیا میلان     | دختر خوآن فرناندس (از اعضای ottox) . نامزد هکتور                                           |
| ماریا             | مارتا تورن        | پیش خدمت مدرسه شبانه روزی و مادر ایوان نویرت                                               |
| فرمین دی پابلو    | راوول فرناندس     | (کارلوس المانسا) آشپز مدرسه و جاسوس سائول و همچنین معشوقهٔ ماریا                            |
| مارکوس نووا پاسوس | مارتینو ریواس     | پسر ایرنه اسپی و خواهر زادهٔ هکتور که به جمع اکیپ دوستانه اضافه شد                          |
| کارولینا لئال     | آنا د آرماس       | از اعضای اکیپ و دانش آموز در مدرسه شبانه روزی                                              |
| ایوان نویرت       | یان گونسالس       | از اعضای اکیپ پسر خواندهٔ جک نویرت و پسر واقعی ماریا                                        |
| ویکتوریا مارتینز  | النا فوریاسه      | از اعضای اکیپ و دختر یک میوه فروش که با بورسیه به مدرسه آمده است                           |
| کایتانو مونترو    | فرناندو تیلوه     | از اعضای اکیپ که توسط نویرت در فصل اول کشته می شود                                         |
| روکه سانچز        | دانیل ریترتا      | از اعضای اکیپ و در آخر مجموعه تلویزیونی جاسوس ریتل ولف                                     |
| جولیا             | بلانکا سوآرس      | از اعضای اکیپ و دوست دختر ایوان. دختر وکیل ایرنه اسپی                                      |
| ریتل ولف          |                   | از نازی های فراری بعد از جنگ جهانی دوم . صاحب شرکت داروسازی و پزشکی otox                   |
| کامیلو بلمونتی    | پدرو سیورا        | جاسوس ریتل ولف و معلم لاتین در مدرسه                                                       |
| آملیا اوگارت      | مارتا هازاس       | معلم پائولا و یکی دیگر از جاسوسان ولف                                                      |
| جک نویرت          | کارلوس لیال       | پدر خواندهٔ ایوان و جاسوس ریتل ولف                                                          |
| ماتئو             | آلخاندرو بوتو     | معلم ریاضی و جاسوس ولف که بعد از شناخته شدن توسط کامیلو به قتل می‌رسد                       |
| پائولا نووا       | کارلوتا گارسیا    | خواهر مارکوس و دختر ایرنه اسپی و خواهر زادهٔ هکتور دلا وگا                                  |
| ساندرا پاسوس      | یولاندا آرستگو    | (ایرنه اسپی). مادر مارکوس و پائولا همچنین دختر خواندهٔ ریتل ولف                             |
| اِوِلین             | دنیز پنا          | دوست پائولا                                                                                |
| آسینتا            | آمپارو بارو       | سر خدمتکار مدرسه و همچنین معشوقه پیشین خوآن                                                |
| مارتین مورنو      | اسماعیل مارتینز   | (املیو گلوان) دوست ساندرا پاسوس و معلم فیزیک در مدرسه                                      |
| لوکاس مورنو       | ژاویر سیدونچا     | پسر مارتین                                                                                 |
| ژاویر اولگادو     |                   | از دانش آموزان مدرسه و دوست پائولا و اولین                                                 |
| ربکا              | ایرنه مونتالا     | یکی دیگر از جاسوسان سائول . معشوقه مارتین و همکار فرمین                                    |
| میگل              | ادواردو اسپینیلا  | نوهٔ آسینتا و خوآن فرناندس                                                                  |
| نورا              | ماریونا ریباس     | دوست فرمین و یکی دیگر از جاسوسان سائول                                                     |
| سائول پرس سابان   | مانوئل دی بلاس    | کارآگاهی که در تحقیق کارهای ولف و شرکت otox بود                                            |
| تونی              | آلخاندرو کاساسیکا | پدر ایوان و دوست پسر جوانی ماریا                                                           |
| آندرس نووا        | لویس موتولو       | پدر مارکوس و پائولا . همسر ساندرا پاسوس                                                    |
| هوگو آلونسو       | ژاویر ریوس فرنادس | سرسخت‌ترین و بدجنس‌ترین جاسوس ریتل ولف و دست راستش                                           |
| پدرو              | ادواردو ولاسکو    | دوست هکتور و معشوقهٔ السا همچنین معلم در مدرسه                                              |
| لوسیا گارسیا      | لولا بالدریش      | (مارتا هرناندس) دکتر مدرسه و جاسوس دیگر ریتل ولف                                           |
| آلیسیا کورال      | کریستینا مارکوس   | یک کارآگاه مخفی که السا برای پیدا کردن قاتل پدرش استخدام کرده بود                          |
| آمایا             | نانی جیمنز        | نوهٔ بهترین دوست ولف، تئودورا رائوبر . که به عنوان جاسوس در فصل اخر به مدرسه شبانه روزی آمد |
| نیکولاس گاریدو    | اینیاکی فونت      | یک پلیس جاسوس که به خاطر فرزندش کارهای غیرقانونی کرد                                       |
| کورو              | ادواردو مایو      | یک بیمار روانی که به خاطر بیماری به مدرسه امد                                              |

## موضوعات هر بخش
فصل اول
- هیولا را قلقلک دادن نیست
- هر کس رازی دارد
- چشم‌هایی که نمی‌بینیم
- یک نامه در بطری
- جسدی در تالاب
- شب سانتا ایزابل

فصل دوم
- ماهی‌ها چه رویایی دارند؟
- تعقیب کرم شب تاب
- حلقه
- جعبه موسیقی
- به ترتیب حروف الفبا
- نگاه به این باور
- دوست من هیولا
- قطب شمال

فصل سوم
- جغد
- هشت میلی متر
- رهبر سرباز کوچک
- پایین‌تر از دریا
- زندگی یک رویاست
- بدترین زندان جهان
- روح معلم سر بریده
- پنج اونجر
- شب اتش

فصل چهارم
- لعنت
- اتاق گنج
- بهترین رازدار
- اخطار
- جنگیری
- نوشتن در ستاره‌ها
- یک سرباز خوب
- کلید
- اسب شاخدار
- نقطه‌ای در دریا
- دو ماه در شب

فصل پنجم
- دفتر دکتر ولف
- فراموشی
- مرد سیاه پوست
- جسد عروس
- وعده
- خون آشام
- پادشاه از عرشه
- پائولا در سرزمین عجایب
- روز آخر

فصل ششم
- هیولا در شب می‌آید
- کوکی‌های آینده
- ولف
- خیانت
- رقص گناهکاران
- پائولا و ریتل ولف
- افسانه اوا
- شاهزاده یخ زده
- فرازمینی‌ها
- اتاق ۱۳ درجه
- شعبده باز
- آلاسکا
- پس از نور

فصل هفتم
- پروتوکل
- تهدید
- مرد مرموز
- گنج
- مرکز زمین
- سه گلبرگ
- قاتل کارولینا
- آخرین آرزو
- آغاز یک پایان
- آخرین دوز
- آخرین خاطرات
- تا بخشی از مرگ ما
- آخرین نفس
- نور
- پایان[۳]

## پخش جهانی

### ایران
این مجموعه تلویزیونی نخستین‌بار در شبکهٔ روبیکس اچ‌دی (Rubix HD) که تحت حمایت شبکهٔ جم تی‌وی بود از ماهوارهٔ یاهست پخش شد و مدتی بعد از شبکهٔ اصلی یعنی جم تی‌وی پخش شد. قسمت نخست آن در ۲۴ می ۲۰۱۳ پخش شد.

### روسیه
در ۱۱ آوریل ۲۰۱۳، شبکهٔ سی تی سی CTC خبر پخش مجموعه تلویزیونیی با نام مدرسهٔ خصوصی داده شد. ولی در شبکهٔ AXN با نام مدرسهٔ شبانه روزی پخش شد.

### مکزیک
در ۲۵ می ۲۰۱۳ این مجموعه تلویزیونی از شبکهٔ Azteca 7 پخش شد.

### پرو
این مجموعه تلویزیونی در پرو در تاریخ ۳۰ می ۲۰۱۳ در شهر تروجیلو پخش شد.

### اروپای مرکزی
این مجموعه تلویزیونی در اروپای مرکزی از شبکهٔ AXN پخش شد.

### ایالات متحده ی آمریکا
این مجموعه تلویزیونی به آمریکا فروخته شد. هر چند شرکت‌های تولیدکنندهٔ اسپانیایی در ارتباط با کانال‌های آمریکایی و تولیدکننده برای انطباق یا تولید یک نسخهٔ آمریکایی بوده‌است.

### فرانسه
ورژن فرانسوی این مجموعه تلویزیونی توسط شرکت L'Internat برای شبکهٔ M۶ ساخته شده‌است.مکان اجرای داستان در یک کالج در جنگل در شهرستان اسون بوده‌است. اولین قسمت آن (به صورت ۱۰ قسمت ۵۰ دقیقه‌ای) در نوامبر سال ۲۰۰۹ شروع شد و در دسامبر به علت نامعلوم به اتمام رسید.انتظار می‌شد که شاید دوباره پخش شود.

### صربستان
در این کشور، این مجموعه تلویزیونی در شبکه B۹ پخش شد.اولین بار آخر هفته‌ها در ساعت ۱۴:۳۰ بعد از ظهر در سال ۲۰۱۲ پخش می‌شد.بعد از ۵۰ قسمت پخش آن متوقف شد.از ۷ ژانویه سال ۲۰۱۳ این مجموعه تلویزیونی از دوشنبه تا جمعه ساعت ۱۳:۰۰ و نیمه شب‌ها پخش شد. شبکهٔ B۹ فقط ۷ قسمت آن را به زبان صربستانی ترجمه کرد.

### مونته نگرو
این مجموعه تلویزیونی از شبکهٔ ویجستی در مونته نگرو پخش شد.

### پرتغال
این مجموعه تلویزیونی از شبکهٔ SIC Radical در پرتغال پخش شد.

### جمهوری مقدونیه
این مجموعه تلویزیونی در کشور جمهوری مقدونیه در تاریخ ۱۳ می ۲۰۱۳ از شبکهٔ آلفا تی وی پخش شد.